# 新闻联播

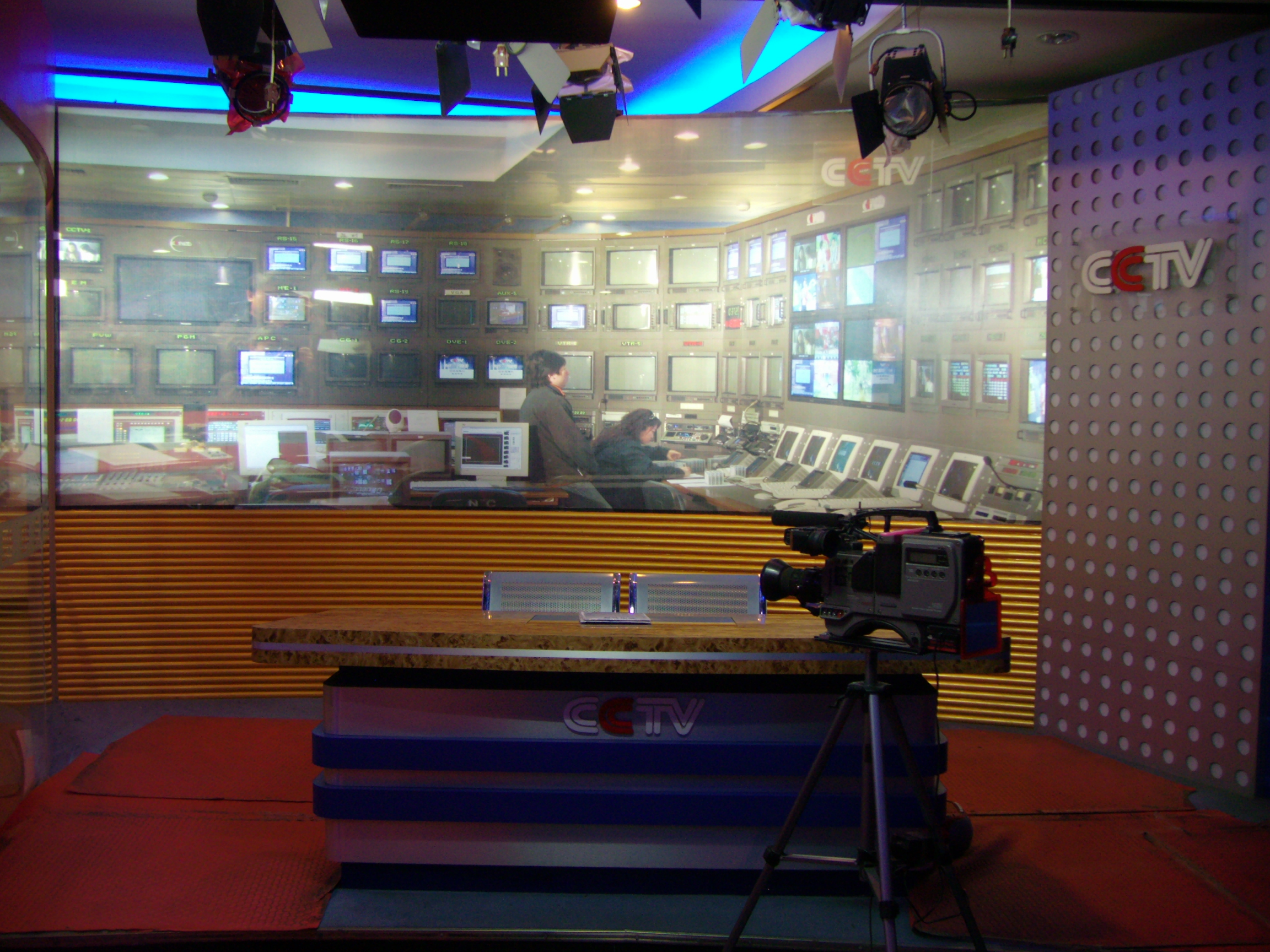
《新闻联播》2001年-2020年使用的D229演播室（基于2003年-2009年的布局的仿制版）

《新闻联播》是中国中央电视台的一档时政新聞節目，于1978年1月1日启播，是中国收视率最高、影响力最大的电视新闻栏目，被称为“中国政坛的风向标”。目前，该节目于北京时间每晚19:00在中央广播电视总台旗下的央视综合频道（含港澳版）、国防军事频道、新闻频道、中国国际广播电台环球资讯广播并机首播，并于每晚21:00在新闻频道，22:30在中文国际频道重播。中国大陆各省市绝大多数电视台的主频道、部分省市广播电台也会同时转播该节目。

## 历史

### 启播前
1958年5月1日，中国第一家电视台北京电视台开始试验播出，在每周日晚18:50-19:00播出《新闻简报》，内容涉及国内重大的时政新闻、社会动态、先进人物报道等，这被视为日后《新闻联播》的雏形:90。
1976年3月29日，在北京召开的全国电视新闻工作者会议提出“集中全国电视台的力量，创办全国新闻电视联播节目”。1976年7月1日，北京電視台第一次試播《全國電視台新闻联播節目》，向微波幹線沿線10多個省級電視台传送訊號:93。
| 首期节目的内容 |
| --- |
| 1. 《战斗在车间的党支部》（时长5分钟，由上海电视台选送） 2. 《小靳庄在斗争中前进》（时长5分钟，由天津电视台选送） 3. 《敢斗修正主义的先锋战士》（时长4分30秒，由武汉电视台选送） 4. 《朝气蓬勃的党支部》（时长5分10秒，由北京电视台选送） 5. 《陈锡联副总理会见尼日利亚青年代表团》（时长1分40秒，由北京电视台选送） 6. 《谷牧副总理会见埃塞俄比亚政府贸易代表团》（时长1分5秒，由北京电视台选送） |

试播时期，该节目只有新聞影片，沒有配音。加上當時大部分的地方新聞影片都是以飛機或火車運送到北京市，加上後續的處理過程，導致時效性不彰。
1977年10月末到12月初，為了加強供稿能力，當時北京電視台新聞部分別在安徽、山西和四川三地召開華東和中南、華北和東北、西北和西南等地區電視台參加的座談會，新聞部職員夏之平、朱繼峰、穆昭山等都是搭乘飛機穿梭三地，故名「飛行會議」；會議提出了電視新聞改革工程的「十六字方針」：「實事求是，一事一議，短小精悍，新鮮活潑。」
1977年底，北京電視台新聞部開會製作全國電視新聞聯播節目的新版片頭動畫；北京電視台新聞部美工组负责人张德生觉得《全国电视新闻节目联播》名字太长，与画面也很不协调，建议把名字改成《新闻联播》，该建议后来被采纳。

### 正式启播
1978年1月1日，《新聞聯播》開播。起初并没有出镜主播，由于缺乏錄像設備，新聞全部用膠片帶拍下來送回播音室，在膠片帶播放的同時，播音員同步配音，實現在電視熒屏上的直播。每条新闻时长一般控制在三分钟以内，取消了新闻中的配乐，采用现场音响以增强真实感和现场感。并且启用了第一版片头，但此版片头是黑白的，没有片头音乐。
1978年5月1日，经中共中央批准，北京电视台更名为中央电视台。同年12月31日起，中央电视台开始使用两台电子新闻采集（ENG）设备录制新闻影片，《新闻联播》录制的重要新闻最快在两三小时后就可以播出，解决了以往使用电影胶片时常见的影音不同步、胶片黏贴处断裂等问题。
1979年9月1日起，《新闻联播》加设《国际新闻》板块，安排在《新闻联播》之后播出，播映合众国际社电视新闻提供的新闻影片、从香港收录的新闻影片与新华社提供的五分钟国际简讯。
1979年9月12日，《新闻联播》播出第一条批评性报道《王府井百货大楼前的停车场见闻》，反映部分领导家属公车私用现象，引起强烈轰动，几天之内收到观众来信近三千封，应观众要求，这条新闻破天荒地在9月16日的《为您服务》中重播。
1979年底，《新闻联播》主播首次面对观众，赵忠祥成为节目开播以来第一位出镜播音员。
1980年5月1日，《国际新闻》并入《新闻联播》，每日播出时长增至30分钟。7月7日起，《联播天气预报》开播。11月开始，最高人民法院特别法庭审判林彪、江青反革命集团的报道在《新闻联播》陆续播出，创造了目前有据可查的《新闻联播》初期发展史上首轮收视高峰。
1981年4月，全国电视新闻工作者会议在青岛召开。会议提出“把《新闻联播》办成一个比较完整系统地对国内、国际重要事件及时进行形象化报道的节目，使其成为电视观众获得新闻的重要途径之一”，作出两项重大规定：各省、自治区、直辖市电视台都是中央电视台的集体记者，有责任、有义务向中央电视台供稿；各省、自治区、直辖市电视台必须转播《新闻联播》节目。
1981年7月1日，《新闻联播》进行了首次改版，将以前明确分开的国内新闻、国际口播稿和国际新闻录像按照内容及其重要程度进行统一编排，取消背景音乐，口播新闻尽量配上影像资料，同时对节目标志、背景样式作了改进。
1982年1月1日，《新闻联播》更换片头，此版片头是第一版彩色片头，并启用第一版片头音乐。
1982年9月1日，中共中央明确规定，重大时政新闻的发布时间由每晚20:00播出的中央人民广播电台《全国各地人民广播电台联播》（1995年11月更名《全国新闻联播》）提早到19:00的《新闻联播》，由此奠定《新闻联播》作为官方新闻发布管道的重要地位。
1984年，央视在香港成立第一个驻外记者站，《新闻联播》加录台湾华视新闻的新闻影片，也和亚太广播联盟的成员国家与地区交换新闻影片；同年，女主播卢静首次在《新闻联播》中实践了“微笑播报”，虽然引起争议，但是观众反应良好。此后，《新闻联播》的女主播们几乎都沿用了“微笑播报”（部分重大事件除外）。
1986年1月28日，美国发生挑战者号航天飞机灾难；同月29日，央视台长杨伟光亲自拍板在《新闻联播》头条播发这一消息，打破了《新闻联播》多年不变的“先国内，后国际”的惯例。
1986年7月1日起，《新闻联播》开始收录香港无线新闻的新闻影片，同年起《新闻联播》开始双人播出，节目结束前开始显示制作人员名单（此时节目结束时无片尾曲）。
1987年2月1日起，随着中央电视台第二套节目（CCTV-2）的开播，《新闻联播》开始在CCTV-2安排重播时段。1990年代后期取消重播。
1988年2月16日（农历丁卯十二月廿九除夕）起，《新闻联播》移入新建成的彩电中心制播至今，同年3月15日起，《新闻联播》改版并更换片头，片头曲开始使用由孟卫东所作的一首16秒的乐曲，使用至今。
1989年6月4日，《新闻联播》对外播出中国人民解放军戒严部队在北京市天安门广场清场镇压的消息。同日后，主播杜宪、薛飞不再主持《新闻联播》。
1990年10月1日起，《新闻联播》开始收录和播出美国CNN国际新闻频道和美国联合通讯社的新闻影片。
1992年10月1日-1998年5月31日期间，《新闻联播》曾在中国中央电视台国际频道（CCTV-4）同步播出。

### 直播化
1995年7月1日，《新闻联播》更换片头，背景上部为蓝紫色，下部为黑色阴影，动画效果为三基色光柱飞过地球。1996年1月1日，随着中国中央电视台升格为国家副部级事业单位，《新闻联播》播出形式由录播改为直播（不过一些大段口播新闻仍然为录播）。同时，《新闻联播》更换新演播室。演播室的背景为长城、地球、CCTV字样方阵，演播室上方为“中央电视台新闻”字样，内容提要过后开始在屏幕右下角显示角标，《新闻联播》开始启用第一版片尾曲。1998年6月1日，《新闻联播》曾更换过一次片尾曲。
1998年6月1日起，为照顾欧美地区观众，CCTV-4取消了《新闻联播》与CCTV-1的并机直播，改为在凌晨时段重播。同日，《新闻联播》片段式内容提要环节的背景音乐更换为《Together Again》，这是一首由Alastair Gavin创作的电视节目用罐头音乐。1998年8月5日-2000年10月19日期间，《新闻联播》移入全新改造的250演播室制播，演播室背景为蓝色的世界地图；它是央视第一个开放式理念的演播室，但由于场地和技术的问题达不到要求，只能象征性地布置一排机器。1998年8月5日起，《新闻联播》片尾曲也更换为《Together Again》，同时期的《整点新闻》、《早间新闻》和《晚间新闻》亦采用《Together Again》作为片尾曲，现今仅《新闻联播》仍继续使用。
2000年10月20日-2001年3月31日期间，《新闻联播》移入150演播室制播，同时开场角标的时间部分从“xxxx x x”调整到“xxxx.x.x”。
2001年4月1日-2020年7月17日期间，《新闻联播》移入229演播室制播。
2002年5月3日起，《新闻联播》片头再次更新，背景为蓝绿双色极光，动画效果与上一版本保持基本一致，此版片头为《新闻联播》有史以来使用时间最长的片头，同时《新闻联播》开场角标的时间部分从“xxxx x x”调整为“xxxx年x月x日”；2002年11月7日起调整为“xxxx.x.x”并沿用至今。
2002年5月12日-2004年12月27日期间，随着中央电视台西部频道（现社会与法频道）的开播，《新闻联播》开始在西部频道每天凌晨时段重播。
2003年5月1日起，随着中国中央电视台新闻频道的试播，《新闻联播》开始在新闻频道和综合频道同步播出。并且在新闻频道安排在晚23:10重播，2004年4月26日起提前到22:00；同年7月5日起，央视综艺频道取消重播《新闻联播》，此前央视综艺频道会在每晚22:40-23:10重播（有时也会延后播出）。
2004年9月1日起，央视综合频道取消在《新闻联播》开始前播放国歌。
2005年3月1日起，央视新闻频道《新闻联播》的重播时间由22:00提前到21:00。
2007年6月10日，《新闻联播》推出“百姓纪事”专题，首度将目光聚焦于普通人，通过以小见大的形式反映“党和国家的建设成就”。
2008年2月3日，央视成立《新闻联播》编辑部，开始着手改进《新闻联播》，主要改进用语、资讯量等方面。

### 资讯化及高清化制播
2009年9月28日起，《新闻联播》开始在新改造的229演播室制播，并开始采用16:9高清制式播出，但新闻片仍是以4:3的形式播出；229演播室后在2016年1月11日和1月19日做出两次小调整。
2010年10月1日，《新闻联播》打破常规，在国庆节当天采用“画中画”模式在节目开始直播嫦娥二号卫星发射（嫦娥二号于当天18时59分57秒，即新闻联播开始前3秒钟发射升空）；并在节目播出到19时25分05秒时再次直播“星箭分离”的实况，两段直播全长6分07秒；此举被视为《新闻联播》开播32年以来现场新闻直播的创新和突破。为此，《南方周末》的专栏作者评论说：“尽管政治并没有完全让步于新闻，但它起码做出了一种姿态，稍稍低下了它高昂的头颅。”
2011年9月25日起，《新闻联播》启用新包装，同日起，欧阳夏丹和郎永淳加入该节目主持人阵列。
2012年12月15日，《新闻联播》头条播报美国校园枪击案，成为继1986年1月28日《新闻联播》头条播报美国挑战者号航天飞机灾难后的又一次打破“先国内，后国外”的惯例；12月21日，《新闻联播》首度推出“央视述评”环节，反响热烈。
2013年1月23日，央视评论员杨禹出现在《新闻联播》主播郎永淳的连线中，是《新闻联播》开播35年来首次引入评论员。同年1月26日，《新闻联播》首次连线外景记者；2月9日（农历壬辰十二月二十九除夕），《新闻联播》切入多路信号直播各地迎接农历新年的场景，并以《春节序曲》作为结束曲，被称为“史上最颠覆除夕新闻联播”。这种结尾形式后得以保存并在每年春节、劳动节、端午节、国庆节假期期间使用（结束曲为《我爱你中国》，2020年9月30日起使用徐鲤编曲的弦乐版）。
2014年1月1日，《新闻联播》以“人们说‘2013’就是‘爱你一生’，‘2014”是‘爱你一世’；《新闻联播》和你一起，传承一生一世的爱和正能量”为结尾，引起了中国大陆网友的好评，被称为“史上最卖萌的新闻联播”。这种非常规结尾也被央视称作“彩蛋”。
2016年10月21日，正在神舟十一号和天宫二号组成的组合体生活的两名航天员景海鹏和陈冬，通过天宫二号显示屏实时收看了《新闻联播》。这是《新闻联播》首次在太空播出。
在中国中央电视台开通“央视新闻”微博、微信及客户端之后，《新闻联播》和央视其他各档新闻节目的结尾语中，通常会加一段提示，提醒观众可通过微博、微信及客户端获取更多资讯。另外，在《新闻联播》首播之前，央视新闻的微博、微信也曾向上述账号订阅者推送节目预告（或称剧透），以方便观众第一时间通过微博、微信平台了解当日节目内容，现已取消。
2017年2月19日，“央视新闻移动网”上线，包括《新闻联播》在内，央视新闻频道各节新闻的结尾改为提醒观众可通过下载“央视新闻+”客户端了解更多新闻资讯。随着2019年11月20日推出“央视频”客户端后，《新闻联播》和央视新闻频道各节新闻节目的结尾提示调整为“更多新闻资讯，请下载央视新闻客户端，更多移动视频，请下载央视频”。
2017年10月25日，中国共产党第十九届中央委员会第一次全体会议当天晚上，《新闻联播》依惯例播报了当天新当选的中央政治局常委和委员、中央书记处成员、中央军事委员会组成人员、中央纪律检查委员会书记、副书记和常务委员会委员的简历，并回顾中共十九大的内容，使得节目长达140分钟，被誉为史上最长的《新闻联播》；此前的纪录是2012年11月15日中国共产党第十八届中央委员会第一次全体会议当晚的《新闻联播》，依惯例播报了当天新当选的中央政治局常委和委员、中央书记处成员、中央军事委员会组成人员、中央纪律检查委员会书记、副书记和常务委员会委员的简历，并回顾中共十八大的内容，当晚的《新闻联播》长达124分钟。
2018年1月1日，中国中央电视台宣布，为了进一步扩大《新闻联播》的传播力和影响力，更广泛地服务于海内外电视观众，即日起《新闻联播》在CCTV-4新增22:30重播时段（实则上只有亚洲版重播），而原三版凌晨各版本安排的《新闻联播》重播时间依然保持不变。
2018年3月29日起，随着中央广播电视总台建制的成立，《新闻联播》部分新闻片段的配音开始由中央人民广播电台的主持人负责。
2018年9月14日，《新闻联播》在报道当天中国残疾人联合会第七次全国代表大会在北京开幕的新闻时，首次安排手语播报员出现在屏幕下方，以方便广大聋哑人及听障人士收看。北京东城区特殊教育学校校长、央视新闻频道《共同关注》栏目手语主播周晔用手语播报了这条消息。同年10月1日起，《新闻联播》开场报时前最后一条广告改为公益广告。
2019年6月底开始，《新闻联播》由原央视新闻中心改为中央广播电视总台新闻节目中心管理。同年7月31日，央视国防军事频道（新CCTV-7）测试信号上星试播，当晚开始参与并机直播《新闻联播》，8月1日正式开播后延续并机直播的安排。
2019年8月6日，中国国际广播电台环球资讯广播开始参与并机直播《新闻联播》。
2019年8月16日，《新闻联播》开通微信公众号。除不定时推送新闻外，还推出了“联播划重点”和“主播说联播”版块，前者介绍当日《新闻联播》的重点内容；后者则由当天的一位主播点评《新闻联播》报道的新闻。
2019年8月24日，《新闻联播》在中国两大短视频平台抖音和快手开通了官方账号。
2020年7月18日起，《新闻联播》再次改版，首次启用全新的16:9比例高清片头，此版片头将上一版片头稍作修改，并实现所有新闻片段的16:9高清制播（若新闻片段中需要播放过往摄制的4:3画面，则采用画面置中、左右两边模糊的方式显示）。同时演播室迁入总台总部大楼N01演播室。至此，《新闻联播》正式完成高清化。
2023年12月31日，因中共中央总书记兼国家主席习近平按惯例发表新年贺词，《新闻联播》首次在CCTV-4K频道以4K超高清格式播出。

## 节目内容
作为党和国家的喉舌和宣传工具，《新闻联播》具有浓重的主旋律宣传和意识形态色彩。从1982年的中共十二大开始，中共中央把重大时政新闻的发布时间从每晚20点的中央人民广播电台《全国各地人民广播电台联播》（现《全国新闻联播》）节目提前至每晚19点的《新闻联播》节目；从此，《新闻联播》成为中国大陆最权威的重大新闻发布平台。
每天下午17:30，央视分管新闻节目的副台长和新闻中心主任会审看当天播出的《新闻联播》样片，而重要的时政新闻往往还需经中共中央办公厅和国务院办公厅领导审看。
《新闻联播》最早的片头问候语是“观众同志大家好”，后已改成“观众朋友晚上好”，目前的问候语为“各位观众晚上好”（少数情况下仍会使用“观众朋友晚上好”）。《新聞聯播》的宗旨是「宣傳黨和政府的聲音，傳播天下大事」；但新聞先後次序排列通常不是以其重要性，而是以國家領導人的排名先後而定的。
《新闻联播》在主播开场问候和播报公历日期（2007年起开始加报对应农历日期）和口播新闻提要后，一般按以下三大板块进行播报。
| 板块 | 内容 |
| --- | --- |
| 时政新闻 | - 党和国家最高领导人（中共中央总书记）的最新动向，包括视察各地情况、出席重要会议、发表讲话、外事活动等； - 一般情况下，党和国家最高领导人视察返回北京后，《新闻联播》即在当日头条播出其视察某地之新闻；次日会在次头条（如果当日党和国家最高领导人没有更新动向，则为头条）播出视察某地发表某些讲话引起当地各族干部群众广泛讨论；再次日讨论范围即扩展到全国各地干部群众。 - 党和国家最高领导人视察地方和视察驻地方部队会被分别报道。 - 如有习近平新时代中国特色社会主义思想的相关报道，则会最先播出；之后再播出其他党和国家领导人的相关新闻。 - 以“央视快评”或播发《求是》杂志、新华社、人民日报评论员文章名义传递党和国家领导人的指示精神； - 如果党和国家领导人在《求是》杂志上发表文章，则先播发。 - 国家级正职领导人（中共中央政治局常委）主持召开的重要会议或出席的重要活動； - 中共中央、国务院、全国人大常委会、全国政协委员会召开的重要會議； - 中共中央、国务院及各部委下发的重要通知、意见、文件、公告； |
| 国内新闻 | - 系列专题报導； - 有重要影响力的社会新闻（如春运、高考、自然灾害等）； - 以播发“央视快评”、“国际锐评”或新华社、人民日报评论员文章表述官方态度和立场； - 國內聯播快訊（内容一般为国务院各部委的工作动态以及由各地方电视台选送的全国各地基建及经济发展成就，或是具有一定影响力的社会新闻，有时会预告央视当晚播出的其它重要节目，以“下面请看一组聯播快訊”开头）； |
| 間場音樂（5秒，有时不会播放） | |
| 国际新闻 | - 多国人士赞扬中国官方或与中国官方持相同立场的报道； - 国际新闻专题； - 以播发“国际锐评”或新华社、人民日报、中国国际广播电台评论员文章表述官方态度和立场； - 國際聯播快訊（以“下面来看一组国际聯播快讯”开头）。 |
| 有时会以全国各地风景片段组成的“大美中国”作为结尾，通常在重大节假日或重要党政活动期间出现。2024年起，每逢中国传统节气，结尾会播出相应时令主题短片。 | |

若插播最新消息，主持人会以“下面播送本台刚刚收到的消息”为开头口播稿件。
另外，1990年代后期至2000年代初期，《新闻联播》节目结束之前会预告当天《焦点访谈》的内容。现时为偶尔预告，而开场和结尾的片段式新闻提要环节现已取消。
《新聞聯播》的形式、播报風格、片頭上皆甚少變化，主播之一的羅京曾說：主持人剪頭髮需要经台長批准。另一主播康輝在2013年7月的凤凰卫视節目《魯豫有約》中進一步解釋：如果主持人當日把頭髮輕微剪短的話，便沒有問題；但如果主持人因為當日剪頭髮以致形象出現较大改變的話，便得向台長請示，表示該主持人接下來的形象有可能會有较大改變，並且得到台長的批准。
现时，“央视网”微信公众号会在每天节目结束后发布当天《新闻联播》的主要内容。2019年7月29日起，《新闻联播》推出《主播说联播》短视频环节，该栏目选取当日《新闻联播》中的其中一条新闻，结合当天重大事件和热点新闻，以年轻人喜爱的通俗语言传递主流声音（目前仅在新媒体端推送，不在电视端播出）。同年8月16日起，《新闻联播》开设微信公众号，每日亦会推送《主播说联播》栏目。
近年来，该节目播出的專題報導有《时代先锋》（2005年至今）、《重建启示录》（2010年10月24日至25日）、《“雙百”人物中的共產黨員》（2011年2月10日至6月13日）、《展望十二五》、《走基层》系列（2011年8月至今）、《在习近平新时代中国特色社会主义思想指引下》、《新思想引领新征程》等等。

## 播出时间
《新聞聯播》一般的播出時長為30分鐘，但在发生重大政治活动（例如中国共产党全国代表大会、全国两会、举行阅兵仪式等）、党和国家领导人视察或出访、宣读重要文件公告、播发突发新闻稿件等情况下，播出时长则会相应延长。若当晚《新闻联播》延长播出时间，会提前通过“全国广播电视安全播出预警信息发布系统”告知转播的各地方电视台，转播的各地电视台亦需完整转播延时后的内容，而当天的主播一般会在播报新闻提要后加插“各位观众，今天的《新闻联播》节目大约需要XX分钟”，提醒观众当日的《新闻联播》将延长播出时间。目前，最长的一期《新闻联播》是在中共十九大閉幕後的2017年10月25日，當天的節目時間为140分钟；其次是中共十八大闭幕后的2012年11月15日，当天的节目时间为124分钟。
在胡锦涛时期，中共中央宣传部尝试减少《新闻联播》延长播出时间的纪录，但在中共十八大以后，尤其是习近平2016年2月19日在北京主持召开党的新闻舆论工作座谈会时提出“党媒姓党”理念之后，《新闻联播》延长播出时间的纪录不断被打破；2020年新型冠状病毒疫情爆发初期，《新闻联播》延时一度常态化。
部分少数民族聚居区的地方電視臺為了服務漢語能力不佳的少數民族觀眾，會把《新聞聯播》以少數民族語言配音之後自行重播，新疆電視台播映的《新聞聯播》哈薩克語配音版就是一個例子；但少数民族语言版本的《新闻联播》可能不会随汉语原版时间延长而延长，如四川康巴卫视的译制版本。
另外，该节目在日本通过大富频道播出。
下表中記錄的播出时间，是在《新闻联播》未延长播出时间的情況下的播出時长，尤其是少数民族语言版本。

### 普通话原版播出时间
| 模式           | 频道                              | 播出时间 | 备注 |
| -------------- | --------------------------------- | --- | --- |
| 央視首播       | CCTV-1（含港澳版） CCTV-7 CCTV-13 | 當日19:00-19:30 | - CCTV-1内地（标、高清）版、港澳（标、高清）版、CCTV-7（标、高清）版以及CCTV-13（标、高清）版画面为16:9格式的原始画面。 - CCTV-1港澳版在《新闻联播》前后广告与内地版不同。 - CCTV-1港澳版受限于香港电台的公共广播定位，不播出报时广告；CCTV-7自2019年10月28日起播出报时广告，报时广告与CCTV-1、13不同。 - 在绝大多数情况下，央视网上传的完整点播版本为CCTV-13首播版本。（2020年7月17日及之前为4:3格式；2020年7月18日起为16:9格式） |
| 央视重播       | CCTV-13                           | 當日21:00-21:30 | - 若當天19:00《新聞聯播》直播時出現失誤，21:00的版本为修改版，若失误过大则会改为二次直播。与此同时当天在CCTV-1、CCTV-7、CCTV-13播出的19:00首播版《新闻联播》在央视网、央视影音、央视频均不予提供相关时移回看服务。 - 若报道最新消息或19:00播出的版本报道的某节重要新闻有新的进展，21:00則會改為直播或重新录制。除播出的重要新聞外均与首播版保持一致。之後其他频道的重播版本也與21:00版本保持一致。 - 2020年7月17日及之前，因重播版本只有4:3格式，故CCTV-13高清版（以及之后各高清频道重播版本）画面为左右黑带。 - 2020年7月18日起，重播版本改为16:9高清格式。 - 央视网上传的完整点播版本有时为重播版本（一般为CCTV-13的重播版，有时会上传CCTV-1的重播版，如当日节目出现失误则上传重播版）。 - “新闻联播”微信小程序播出的版本多数为21:00重播版本。 - 若当天19:00首播版《新闻联播》的时长达到120分钟或以上，在播出《联播天气预报》后会无缝重播。 |
| 央视重播       | CCTV-4 · 日本大富频道             | - 當日22:30-23:00（亚洲版） （日本时间23:30-24:00） - 次日02:00-02:30（亚洲版） - 次日03:00-03:30（欧洲版） - 次日05:30-06:00（美洲版） | 央视YouTube官方频道（CCTV中国中央电视台）上传的版本均为CCTV-4（亚洲版）当晚22:30-23:00重播的版本。 |
| 央视重播       | CCTV-1（含港澳版）                | - 次日05:00-05:30（时长超过三十分钟时播出时间按照补时前推）                                                                             | - CCTV-1港澳版《新闻联播》的前后广告与内地版不同。 - 少数情况下，央视网会上传CCTV-1的重播版。 - 如果央视网上传此重播版本，则“新闻联播”微信小程序也播出此版本。 |
| 西藏电视台重播 | 西藏卫视                          | - | 不固定，一般为次日03:20左右开始。周三凌晨检修时除外，录播标清版节目。 |

### 少数民族语言配音首播时间
| 语种       | 频道                                  | 播出时间        | 备注 |
| ---------- | ------------------------------------- | --------------- | --- |
| 維吾爾語   | 新疆電視台維語新聞綜合頻道 （XJTV-2） | 當日22:00-22:30 | 片头为央视2020年版片头加字改制。 新疆各个地级行政区和县级行政区电视台下属的维语频道同步转播。                                          |
| 哈薩克語   | 新疆電視台哈語新聞綜合頻道 （XJTV-3） | 當日22:00-22:30 | 片头为央视2020年版片头加字改制。 新疆各个地级行政区和县级行政区电视台下属的哈语频道同步转播。                                          |
| 柯爾克孜語 | 新疆電視台維語综艺頻道 （XJTV-5）     | 当日23:30-24:00 | 片头为央视2020年版片头加字改制 新疆柯尔克孜语广播同步播出，并在13:30和17:00重播。 克孜勒苏州电视台柯尔克孜语频道（二套节目）同步转播。 |
| 藏語       | 西藏電視台藏語衛星頻道                | 次日19:00-19:30 | （衛藏方言） 曾在播出前播放藏语配音的央视《新闻联播》节目宣传片，后已取消。 片头为央视2020年版片头加字改制。                           |
| 藏語       | 青海安多衛視                          | 當日22:30-23:00 | （安多方言） 片头为央视2020年版片头加字改制。 四川阿坝州广播电视台藏语频道同步转播。                                                   |
| 藏語       | 四川康巴卫视                          | 當日21:30-22:00 | （康巴方言）播出时无演播室画面 央视主播口播画面以蓝底白字字卡代替 同时提供汉语字幕。 片头为央视2020年版片头加字改制。                  |
| 藏語       | 迪庆州广播电视台藏语频道              | 次日19:35-20:05 | （康巴方言） 当日19:00与迪庆综合频道一起转播《新闻联播》。 无新闻提要部分，片头为央视2020年版片头加字改制。                            |
| 朝鲜语     | 延边卫视                              | 次日12:00-12:30 | 当日19:00同步转播CCTV-1汉语原版。 节目预告中的名称为「國內外新聞」（中国朝鲜语：／）。使用央视原版片头。                               |
| 蒙古語     | 內蒙古電視台蒙語衛視頻道              | 當日23:00-23:30 | 片头为央视2020年版片头加字改制。 新疆博尔塔拉州电视台和巴音州电视台的蒙语频道同步转播。                                                |
| 德宏傣語   | 德宏廣播電視台文化旅游頻道            | 次日20:00-20:15 | 片头为央视2002年版片头加字改制。精編版，時長約15分鐘。                                                                                 |

### 各地方电视台转播情况
出于提升信号覆盖面的需要，全国各级地方電視台一般在旗下主频道（综合频道、第一套节目）与央视综合频道同步转播《新闻联播》，并在《新闻联播》节目前后紧接播出本地的地方新闻栏目。其中部分地方电视台（县级电视台为主）会继续转播后续的《天气预报》节目（有的电视台会在两档节目中间的广告时段停止转播，插播自行制作的广告）。而极少数地方电视台则会继续转播后续的《焦点访谈》节目，直到20:00才停止转播。此外，部分国有企业设立的企业电视频道（如大港油田企业频道、济南铁路局电视、攀钢新闻综合频道、仪征化纤有线电视等）也会同步转播新闻联播。面向少数民族的卫星频道不会同步转播《新闻联播》，而是在之后播出相应民族语言的配音版（延边卫视例外，其于2024年6月17日开始每晚同步转播）。部分地方电视台曾有不转播或安排非主频道转播《新闻联播》的情况，但2000年代后期该现象已比较少见。上海东方卫视曾为全国唯一没有转播《新闻联播》的省级卫星频道（不计入外宣及少数民族频道），在时任市委书记习近平的多次要求下，亦从2007年7月11日起安排转播《新闻联播》至今。
对外频道方面，在地方电视台的国际频道中，只有深圳卫视国际版（美洲版除外）和厦门卫视国际版转播《新闻联播》，东方卫视国际版从2012年开始不再转播。而在中国时政大会活动等特别时期的北京时间当天晚上（如“中共十九大”时期），湖南国际频道、云南国际频道、海峡卫视均会安排转播《新闻联播》。
地方台非主频道一般不转播《新闻联播》。河北公共频道、江西新闻频道和四川科教频道是少数转播《新闻联播》的省级非上星电视频道。福建电视台综合频道曾安排常态化转播，但自2006年1月1日起取消该安排（目前特殊情况下可能会转播）；然而由于福建省要求各地级广播电视台在每晚转播《新闻联播》后于19:35转播《福建新闻联播》，因此若当天《新闻联播》延时超过5分钟，则《福建新闻联播》播出时间顺延。上海电视台8频道（今上海广播电视台新闻综合频道）曾也安排常态化转播，后于1986年取消（2007年起在特殊情况下可能会转播）。
另外在除夕夜，一些转播春晚的电视频道和广播频率会从《新闻联播》开始转播央视综合频道内容直至春晚结束。
2018年7月23日前，香港无线电视明珠台在每天清晨（有时因例行检修而取消）重播剪辑版的《新闻联播》（以《中国新闻》名义播出，CCTV-4版本）。此外，亚视国际台和亚洲台在2016年2月9日前以《中国新闻报道》的名义剪辑重播《新闻联播》（2015年5月1日-8月9日期间一度暂停播出）。

### 广播频率的转播情况
中央广播电视总台成立后，中国国际广播电台环球资讯广播自2019年8月6日起转播央视《新闻联播》。部分地方广播电台主频率（如北京新闻广播等）也会转播央视《新闻联播》。

### 其它安排
- 1997年2月20日，香港的无线电视翡翠台及亚洲电视本港台当天的《六點半新聞報道》和《六点钟新闻》均在19:00开始轉播了央視《新聞聯播》（电视左上角标注“直播中央电视台”），報導鄧小平逝世的相關新聞。[50]
- 凤凰卫视资讯台亦会在每年12月31日的《华闻大直播》节目中转播中共中央总书记习近平发表新年贺词。
- 2007年6月30日-7月1日期间，深圳卫视（含国际版）直播香港回归十周年特别报道，连续两天未转播《新闻联播》。
- 2007年10月2日，上海特奥会开幕，上海东方卫视因转播开幕式而未转播《新聞聯播》，CCTV-1等央视其它频道在《焦点访谈》结束后转而跟踪特奥会开幕式报道。
- 2008年四川汶川地震全国哀悼日、2010年青海玉树地震、甘肃舟曲泥石流全国哀悼活动期间，央视除CCTV-4及外语频道之外，全部并机CCTV-1，也随之播出了《新闻联播》。一些平时不转播《新闻联播》的地面频道，由于转播CCTV-1或CCTV-13的缘故，当日亦参与到《新闻联播》的转播中，而大多数地方广播频率亦于哀悼日当天同步转播了《新闻联播》的伴音，故哀悼日当天转播《新闻联播》的广播电视频道较平日更多。
- 2009年7月6日，新疆卫视因转播有关“7·5事件”的新闻发布会而没有同步转播《新闻联播》，而是在当天19:35进行了录播。
- 2015年开始，部分通常不转播《新闻联播》的电视台或者电视频道，会在特定日子（如抗战胜利纪念日、国家领导人新年贺词等）转播《新闻联播》。例如在2015年12月31日中共中央总书记习近平发表新年贺词当天，部分原本不转播《新闻联播》的频道转播了《新闻联播》，如湖南经视、广东新闻频道、延边卫视、厦门卫视等。但上述频道当天的转播并非都是完整转播，比如湖南经视、贵州公共频道只转播习近平发表新年贺词片段后就切入其他节目，安徽公共频道转播到19:31切断（当天新闻联播有延时），播出《新闻故事会》。另外中共十九大期间，厦门卫视每晚都会转播《新闻联播》。
- 2015年9月3日抗戰勝利纪念日当天，因国家广电总局要求暂停娱乐综艺节目和加上当天股市休市，故CCTV-2、3、15也在当日参与转播《新闻联播》并对接当天晚上的纪念晚会。
- 2016年9月4日，因直播G20杭州峰会欢迎晚宴，CCTV-13自2003年开播以来首次未直播《新闻联播》。
- 自2017年中共十九大开始，在中国国内重要会议或大型政治活动（如全国两会和中共党代会、十年一次的庆祝中华人民共和国成立庆祝大会和阅兵式）期间，CCTV-4会在开闭幕日或活动当天并机直播《新闻联播》。
- 2018年6月8日至10日，由于与山东卫视并机播出2018上合组织峰会特别报道，山东广播电视台公共频道也同步转播了央视《新闻联播》。
- 2018年9月16日，由于与广东卫视并机播出台风“山竹”特别报道，广东广播电视台所属的南方卫视、珠江频道及广东新闻频道也同步转播了央视《新闻联播》。
- 2019年10月1日，CCTV-1、2、4、7、17五个频道于当晚19:00同步播出《新闻联播》。（农业农村频道系首次播出该节目）
- 2020年1月24日起，因应2019冠状病毒病疫情及春节假期，上海广播电视台所属上海新闻广播、东广新闻台、五星体育广播并机直播抗击新型冠状病毒肺炎疫情特别报道，故东广新闻台、五星体育广播亦同步转播了央视《新闻联播》的伴音（包括晚上9点后转播央视新闻频道的重播时段）。
- 2020年4月4日，因应新冠肺炎疫情全国性哀悼活动的原因，CCTV-3、8、9三个频道于当天凌晨0时起与CCTV-1节目编排同步，同时于清晨5:13重播前一天的《新闻联播》。（四个频道右上角均带有“重播”字样，CCTV-6和央视风云数字付费频道于当日0时起转播CCTV-1信号，故也同时播出。）当天晚上CCTV-1、2、6、7、10、12、13、14、17九个频道同步播出《新闻联播》（含21点重播时段，均带有重播标。CCTV-3、5、5+、8、9、11、15因在当天下午13:00开始不再并机新闻频道，故当晚未播出《新闻联播》，央视风云各频道以及长城平台的戏曲、娱乐频道当天6:00起与新闻频道并机直播，中央新影各电视频道仅新科动漫频道从当天12:00起转播CCTV-1，CCTV-4K超高清频道因《新闻联播》尚未具备4K播出条件而未能同步并机，同时段改播纪录片。
- 2021年7月1日，因当日为中国共产党成立100周年纪念日，上海广播电视台所属东方卫视国内版、海外版、新闻综合频道和都市频道并机播出特别节目，故新闻综合频道和都市频道也同步转播了央视《新闻联播》。
- 2022年9月14日，由于与浙江卫视并机播出台风“梅花”特别报道，浙江广播电视集团所属的钱江频道、经济生活频道、教科影视频道、民生休闲频道、新闻频道、少儿频道、国际频道和之江纪录频道也同步转播了央视《新闻联播》。
- 2022年11月30日-12月6日：因应江泽民逝世，上海广播电视台于11月30日晚上6时紧急调整节目安排，在此期间东方卫视国内版、海外版与都市频道（6日增加哈哈炫动卫视）并机播出，故都市频道也同步转播了央视《新闻联播》（6日江泽民追悼大会期间增加哈哈炫动卫视、七彩戏剧频道、金色学堂频道转播）。

## 节目播音员/主持人
1979年年底起，《新聞聯播》的播音员开始出镜，为一人出镜。1987年7月1日起，《新闻联播》播音员由一人出镜改为一男一女“男右女左”出镜，而這一形式沿用至今。
《新聞聯播》的播音员被观众称为“国脸”，认为代表了“国家形象”。其中，邢質斌、李瑞英、李修平、羅京、張宏民、王宁六人作为1990年代末期形成的固定主持人被稱为“老三對”，成为一代人的记忆。
2006年的兩會期間，全國政協委員葉宏明提交《讓〈新聞聯播〉換換人》提案，提案内表示“《新聞聯播》不僅主播面孔較老，且內容、節目包裝一成不變，觀眾年齡層趨於老化”。
2006年6月5日，央視新聞頻道改版，而當日的《新聞聯播》首次由年轻一代的李梓萌和康輝主持，观众反响热烈，但二人在《新闻联播》的下一次出镜已经分别是2007年12月7日和8日；而海霞和郭志坚也分别在2007年12月6日和9日开始加入《新闻联播》主持阵容。
羅京在2008年8月31日最后一次主持《新聞聯播》，后因癌症于2009年6月離世。邢质斌在2009年6月17日最后一次主持该节目后退休。
2011年9月25日起，随着《新闻联播》启用新包装，歐陽夏丹和郎永淳加入《新闻联播》主持阵容。
从2014年5月至2015年3月，李瑞英、张宏民和李修平先後退出《新闻联播》主持阵容，退居播音部二線。2015年9月，郎永淳从央视辞职，成為新一代主播中第一位離開《新聞聯播》的人，節目主播陣容恢復三男三女。
2017年1月21日起，原央视四套主播刚强首次主持《新聞聯播》，同时王宁退居二線，并于当年4月正式宣告离开主播岗位；至此，「老三對」全部告别了《新聞聯播》歷史舞台。
2018年3月29日起，随着中央广播电视总台的建立，中央人民广播电台《新闻和报纸摘要》、《全国新闻联播》节目播音员/主持人加入中央电视台《新闻联播》的配音工作，但相关安排自2022年11月后取消。
2020年4月28日，欧阳夏丹最后一次主持《新闻联播》，此后长时间不再出镜且原因不明，自由亚洲电台认为可能与孙立军倒台有关。2023年1月1日起，欧阳夏丹开始在短视频平台抖音运营自己的自媒体频道。2023年6月，央视网更新的主持人名单显示，欧阳夏丹已不再担任央视主持人。
2020年9月，新闻联播时隔近三年再度引入新主播，潘涛、宝晓峰、严信、郑丽分别于当月10日、12日、23日、24日起主持该节目。严於信亦成为该节目首位80后主播。
2022年6月27日，海霞最后一次主持新闻联播。同年11月9日，海霞以随访记者的身份在现场报道时任国务院总理李克强出访柬埔寨的消息，这也是海霞最后一次在新闻联播中出镜。2023年5月，海霞以中央广播电视总台总编室播音员主持人管理中心副主任的身份出席活动。2023年6月，央视网更新的主持人名单显示，海霞已离开主持人岗位。
2022年11月27日，郭志堅最后一次主播新闻联播，后转岗主持《世界周刊》等节目，但仍不时为《新闻联播》新闻片配音。節目主播陣容恢復四男三女。
2023年10月5日，王音棋首次主持《新闻联播》，她也成为该节目首位90后主播。
除在任主播外，现时该节目的配音员还有央视主持人贺红梅（1990年代初期为《新闻联播》主持人）、彭坤等。
时间线

## 片頭
| - 1982年1月1日-1982年12月31日： 片頭背景為水藍色，隨後畫面上浮現白色的電視發射塔發射電波，最後浮現節目名稱的漢字及漢語拼音。 - 1983年1月1日-1984年6月30日： 片頭背景為棕色，畫面依然為白色的電視發射塔（但帶有自下而上的漸變光），隨後節目名稱的漢字從電視發射塔的塔尖上拉伸到畫面中，最後節目名稱的漢語拼音浮現在漢字下方。 - 1984年7月1日-1985年8月31日： 片頭背景為棕色，畫面背景內容與前一版本一樣，但隨後在電視發射塔下方不斷旋轉擦過新聞視頻畫面（包括中國的城市夜景、農業豐收、人民解放軍閱兵、人造衛星發射、城市交通、中國女排比賽畫面），最後這些畫面在電視發射塔下方排成一列，從電視發射塔的塔尖上飛入節目名稱的漢字並在漢字下方浮現央視的英文縮寫「CCTV」字樣。 - 1985年9月1日-1986年6月30日： 片頭背景為黑色，下方為經緯網和世界地圖，隨後節目名稱的漢字從下方飛向遠處然後又從遠處漸變拉近至畫面中央，最後節目名稱的漢語拼音浮現在漢字下方。 - 1986年7月1日-1988年3月14日： 片頭背景為藍色并帶有經緯網，隨後世界地圖從左到右折疊式打開，接著中國版圖擴大浮現在世界地圖上方，最後節目名稱的漢字及漢語拼音從中國版圖上的右方擴大浮現。 - 1988年3月15日-1990年12月31日： 片頭背景為黑色星空，畫面中轉動的地球從下方由遠而近的網格中升起，接著中國版圖從地球的左邊飛入畫面中央（同時地球消失），而央視當時的蝴蝶狀台標則從中國版圖的右邊飛入畫面中央并放射光芒，最後台標上下翻轉消失，從中國版圖上浮現節目名稱的手寫行書漢字及漢語拼音。同时自此版片头开始，由孟卫东制作的片头曲一直沿用至今。 - 1991年1月1日-1995年6月30日： 片頭背景為水藍色，不斷轉動的地球從畫面右上角飛入畫面中央，隨後藍、綠、紅三色橫條平行飛入地球中央并浮現漢字「中央電視台」字樣，接著「中央電視台」字樣左右翻轉為央視英文縮寫「CCTV」字樣并飛走，最後飛入節目名稱的漢字及漢語拼音（同時地球停止轉動，地球上有紅色中國版圖的那一面面向觀眾）。 - 1995年7月1日-2002年4月14日： 片頭背景為深藍色星空，一顆彗星從畫面左下角飛到右上角消失，接著一個轉動的巨大地球從畫面下方升起浮現到畫面中央，同時紅、藍、綠三色彩條分別從畫面的右上角朝左下角、右下角朝左上角及左下角朝右上角飛過，然後漢字「中央電視台」字樣從畫面右方飛入畫面中央并左右翻轉為央視英文縮寫「CCTV」字樣，最後「CCTV」字樣飛走，節目名稱的漢字及漢語拼音飛入及浮現在畫面上。 - 2002年4月15日-2020年7月17日： 畫面內容與前一版本大致相同，變化在於片頭的彗星被取消、背景改為極光幻彩，地球及紅、藍、綠三色彩條3D化、「中央電視台」字樣修改為「中國中央電視台」，「CCTV」字樣修改為央視的雙線新台標字體。CCTV-1高清版本开播后，片头仍为添加黑边的4:3版本。CCTV-4高清重播版的初期有16:9（非拉伸）的片头，后被改回4:3。 - 2020年7月18日至今： 2011年制作，2013年起作为节目开始前的预告片使用（2016年微调）。画面内容与前一版相似，地球和红、蓝、绿三色彩条更为细致，此外「中国中央电视台」、「CCTV」、「新闻联播」的字体有所更换，颜色也有所增亮，出场动画亦做出了细微调整。地球的表面增加了云层效果，云层与地球的不同步旋转，令转动的动画略显通透，背景较上一版本更加明亮。此外，在“中国中央电视台”翻转为“CCTV”，以及“XINWEN LIANBO”字母逐个浮现时，新增了两次水波从地球往外发散的效果。 |

### 片头曲
早年新闻联播的片头曲经常做出调整，十年时间内共使用过五段音乐，其中除1984年7月1日至1985年8月31日使用的是歌曲《毛主席的伟大旗帜高高飘扬》的开头部分外，其余出处皆不可考。1988年3月15日，随着《新闻联播》更换片头，作曲家孟卫东创作的片头曲开始使用，并一直沿用至今。现行《新闻联播》片头曲属于典型的“三段式”结构。孟卫东在接受CCTV-4《中国文艺》节目采访时表示，当时央视领导提出新的片头曲要展现“大台风範”和“国家形象”，故在音乐的开头部分借鉴了《歌唱祖国》首句“五星红旗迎风飘扬”的旋律，并以此引出中间的主旋律，最后以相对柔和的结尾收尾。2016年6月8日，中央电视台（后并入中央广播电视总台）申请将该段音乐注册为商标，国家知识产权局商标局于2019年12月14日公告注册成功。

## 评价

### 正面评价
随着《新闻联播》在中国大陆的社会影响力与日俱增，地方台上报《新闻联播》节目的条数、内容等甚至成了各级党政领导的一项重要工作。各级党政机关领导和电视台的共同重视，反过来又抬升了《新闻联播》的社会地位。因此，新闻联播成为了了解中国大陆政治发展的“风向标”之一。（另一个“风向标”是《人民日报》）
自2005年以来，《新闻联播》越发注重“贴近群众，贴近生活，贴近实际”，越发关注百姓身边的好人好事，关注普通党员的奉献，关注普通单位的经验。弘扬了真善美，起到“感动中国”的公益效应，遏制了不良现象蔓延。
2006年新闻频道改版后，各节目都有自身的侧重点，而《新闻联播》则是全部新闻的精选与总结。其间，播音员的新老更替，引起了广泛关注和热议。
因为《新闻联播》在中国大陆的政治地位，所以有部分国内外的政商界人士也表示从《新闻联播》中发现了投资机会和政策红利。此外，国内外媒体和一部分国内外政治名嘴通过《新闻联播》对领导人报導的手法以及中国大陆社会内部的报道中解读出中国政坛的动向。
2019年7月后，《新闻联播》改革其播报风格，开始使用年轻人喜爱的通俗语言（尤其是网络流行语），加上节目主播于网络平台推出的短视频《主播说联播》系列，使得该节目再次受到观众好评，而《新闻联播》的《国际锐评》板块也引起了关注。2019年7月25日至27日，《国际锐评》连续三天播发涉美评论，也让《新闻联播》登上新浪微博的热搜榜单，“#今天追新闻联播了吗#”成为热门话题。

### 批评与争议
長期以來《新聞聯播》形成官方喉舌形象。邓小平于1992年南巡期间，在公开发表的谈话中也批评到：“电视一打开，尽是会议。会议多，文章太长，讲话也太长，而且内容重复，新的语言并不多。”
中國國內一些學者和許多電視觀眾特別是年輕觀眾認為：《新聞聯播》節目死板、套路現象嚴重，且官方強迫地方衛視以及眾多頻道每天晚上7點轉播新聞聯播。这种观点在2007年东方卫视转播新闻联播开始变得更多。2008年，中國人民大學新闻学院教授陈力丹報道將內容大致概括為以下情况：

1. ××在釣魚台國賓館親切會見了××，賓主進行了親切友好的會談。
2. ××出訪×××，會見了××，高度贊揚兩國關係，對××表示歡迎，支持××的立場。
3. 外交部发言人××就××××發表聲明，對××提出抗議，繼續關注。
4. “×五”期間，我國×××重點工程，突破×××課題，創造效益×××，實現利稅×××。
5. ××省××市××縣××村加強學習“×××”的重要精神，切實為農民解決實事。
6. ××海關加大打擊走私力度，破獲一起特大走私案件，查獲×××共×××件，價值人民幣×××元。
7. 今天是×××紀念日，我國各地群眾、學生紛紛走上街頭，宣傳普及××知識，加強××教育。
8. ××事件的原因已經查明，有關責任人已被刑事拘留。
9. 今天是××誕辰×××周年紀念日，××舉行座談會，深入探討××对教育界的影响，緬懷這位××家。
10. ××國群眾不滿×××，舉行抗議示威活動。
11. ×國議會以××票支持、××票反對、××票棄權通過一項×決議。
12. ×××，×××，请看今晚19点38分播出的《焦点访谈》节目。

2009年，剧作家沙叶新则将其概括为：“会议没有不隆重的，闭幕没有不胜利的；讲话没有不重要的，鼓掌没有不热烈的；决议没有不通过的，人心没有不振奋的；接见没有不亲自的，看望没有不亲切的；班子没有不团结的，群众没有不满意的；效率没有不显著的，成就没有不巨大的；抗洪没有不英勇的，抢救没有不及时的；美国没有不友好的，前总统没有不是老朋友的……”
部分网民对此亦有“三个十分钟”（领导很忙、中国人民很幸福、外国水深火热）的戏谑性说法。
2012年，人民网认为近年来上述现象有所改观，如2013年1月《新闻联播》首次出现评论员环节与现场连线环节，此后出现了一些细节变化使得有观众认为“更接地气”。但自2016年2月中共提出“党媒姓党”的原则后，尤其是2017年中共十九大之后，《新闻联播》主持人形象和节目风格回归保守。